# گروه دووجهی
در ریاضیات، گروه دووجهی (به انگلیسی: Dihedral Group)، گروه تقارن‌های یک چندضلعی منتظم است، که شامل دوران و انعکاس (بازتاب) می‌شود. گروه‌های دووجهی جزو ساده‌ترین مثال‌ها از گروه‌های متناهی اند و نقش مهمی را در نظریه گروه‌ها، هندسه و شیمی ایفاء می‌کنند.
بین مفهوم گروه‌های دووجهی در هندسه و جبر مجرد تفاوت‌هایی وجود دارد. در هندسه، {\displaystyle D_{n}} یا {\displaystyle Dih_{n}} به تقارن‌های n-ضلعی اشاره دارد که گروهی از مرتبه 2n است. در جبر مجرد برای اشاره به گروه مذکور از نماد {\displaystyle D_{2n}} استفاده می‌کنند. قراردادی که در این مقاله استفاده خواهد شد، قرارداد مورد استفاده در هندسه می‌باشد.

## ارجاعات
1. ↑  Weisstein, Eric W. "Dihedral Group". MathWorld.
2. ↑  Dummit, David S.; Foote, Richard M. (2004). Abstract Algebra (3rd ed.). John Wiley & Sons. ISBN 0-471-43334-9.
3. ↑  "Dihedral Groups: Notation". Math Images Project. Archived from the original on 2016-03-20. Retrieved 2016-06-11.

- مشارکت‌کنندگان ویکی‌پدیا. «Dihedral Group». در دانشنامهٔ ویکی‌پدیای انگلیسی، بازبینی‌شده در ۸ ژوئن ۲۰۲۱.